# 34337 Mihirjoshi
34337 Mihirjoshi este o planetă minoră (asteroid), cu un diametru de 5,477 km, din centura de asteroizi. A fost descoperită pe 31 august 2000 la Experimental Test Site⁠(d) de Lincoln Near-Earth Asteroid Research. 
Obiectul prezintă o orbită caracterizată de o semiaxă mare de 2,4135355 UAi, o excentricitate de 0,11, o înclinație de 3,5496 ° în raport cu ecliptica.